# Charles F. Brannan
Pour les articles homonymes, voir Brannan.
Charles Franklin Brannan, né le 23 août 1903 à Denver (Colorado) et mort le 2 juillet 1992 au même endroit, est un homme politique américain. Membre du Parti démocrate, il est secrétaire à l'Agriculture entre 1948 et 1953 dans l'administration du président Harry S. Truman.

## Source
- (en) Cet article est partiellement ou en totalité issu de l’article de Wikipédia en anglais intitulé « Charles F. Brannan » (voir la liste des auteurs).